# Acanthaphritis ozawai
Acanthaphritis ozawai és una espècie de peix de la família dels percòfids i de l'ordre dels perciformes.

## Descripció
Fa 10,8 cm de llargària màxima.

## Hàbitat i distribució geogràfica
És un peix marí, demersal (fins als 350 m de fondària) i de clima subtropical, el qual viu a l'Índic oriental: és un endemisme del talús continental del nord-oest d'Austràlia (Austràlia Occidental).

## Observacions
És inofensiu per als humans.